# Мурашов, Владимир Кириллович
Владимир Кириллович Мурашов (30 мая 1935 — 10 июня 2015) — заслуженный кавалер трёх орденов Трудовой Славы, Заслуженный работник промышленности Украины, Почетный гражданин г. Голая Пристань. Работник АРК «Рыбаки Херсона», с 1970 по 2004 — капитан.

## Биография
Владимир Кириллович Мурашов родился 30 мая 1935 года в селе Белогрудово Херсонской области. Украинец.
Получал образование в школе в Голопристанском районе, но в связи с семейными трудностями был вынужден покинуть школу и работать с отцом в колхозе, чтобы прокормить многодетную семью.
- В 1956 году начал свою трудовую деятельность на хлопчатобумажном комбинате областного центра.
- С 1961 года — член рыбколхоза им. С. М. Кирова, (АРК «Рыбаки Херсона»), старшим помощником капитана на СЧС-77.
- 1970 года переведен капитаном мотолодки «Треска».
- В 1983 году назначен капитаном мотолодки «Барс-Дракон».
- В 1988—2004 — капитан мотолодки «Барс-Гепард», выступал новатором в рыбной отрасли.
- В 1997 году присвоено звание «Заслуженный работник промышленности Украины»
- С 2004 по 2015 годы находился на пенсии, оставался капитаном-наставником на общественных началах, учил молодежь рыбацкому ремеслу.

## Награды
- Полный кавалер ордена «Трудовой Славы». За самоотверженный труд, значительный вклад в развитие колхозного производства и рыбохозяйственной отрасли Указом Президиума Верховного Совета СССР от 21 апреля 1975 года награждён орденом Трудовой Славы III степени, Указом Президиума Верховного Совета СССР от 17 марта 1981 года — орденом Трудовой Славы II степени, Указом Президиума Верховного Совета СССР от 17 февраля 1986 года — орденом Трудовой Славы I степени.[1]
- Заслуженный работник промышленности Украины. Звание присвоено Указом Президента Украины от 07.07.1997 за самоотверженный труд, значительный личный вклад в развитие колхозного производства и рыбохозяйственной отрасли.[2]
- Почетный гражданин города Голая Пристань.

Неоднократно награждался правлением рыбколхоза имени С. М. Кирова, АРК «Рыбаки Херсона», Министерством рыбного хозяйства, Голопристанским городским советом.